# Peter Paul Rubens
Sir Peter Paul Rubens, flamski slikar, * 28. ali 29. junij 1577, Siegen, Vestfalija, † 30. maj 1640, Antwerpen, Belgija.
Bil je flamski umetnik in diplomat iz vojvodine Brabant na južnem Nizozemskem (sodobna Belgija). Velja za najvplivnejšega umetnika flamske baročne tradicije. Rubensove močno preobložene kompozicije se nanašajo na učene vidike klasične in krščanske zgodovine. Njegov edinstven in izjemno priljubljen baročni slog je poudarjal gibanje, barvo in čutnost, ki je sledila takojšnjemu, dramatičnemu umetniškemu slogu, ki je bil promoviran v protireformaciji. Rubens je slikal oltarne slike, portrete, krajine in zgodovinske slike mitoloških in alegoričnih tem. Bil je tudi ploden oblikovalec osnutkov za flamske tapiserijske delavnice in ilustracije za založnike v Antwerpnu.
Poleg tega, da je v Antwerpnu vodil veliko delavnico, ki je ustvarjala slike, priljubljene pri plemičih in zbiralcih umetniških del po vsej Evropi, je bil Rubens klasično izobražen humanistični učenjak in diplomat, ki sta ga za viteza imenovala tako Filip IV. Španski kot Karel I. Angleški. Rubens je bil ploden umetnik. V katalogu njegovih del Michaela Jafféja je naštetih 1403 kosov, brez številnih kopij, izdelanih v njegovi delavnici.
Njegova naročena dela so bila večinoma zgodovinske slike, ki so vključevale religiozne in mitološke predmete ter prizore lova. Slikal je portrete, predvsem prijateljev, in avtoportrete, v kasnejšem življenju pa več krajin. Rubens je oblikoval tapiserije in grafike ter svojo hišo. Nadzoroval je tudi kratkotrajne okraske kraljevega vstopa v Antwerpen avstrijskega kardinala-infanta Ferdinanda Avstrijskega leta 1635. Napisal je knjigo z ilustracijami palač v Genovi, ki je izšla leta 1622 kot Palazzi di Genova. Knjiga je vplivala na širjenje sloga genovskih palač v severni Evropi. Rubens je bil navdušen zbiralec umetnin in je imel v Antwerpnu eno največjih zbirk umetnosti in knjig. Bil je tudi trgovec z umetninami in znano je, da je prodal veliko število umetniških predmetov Georgeu Villiersu, prvemu vojvodi Buckinghamskem.
Bil je eden zadnjih velikih umetnikov, ki je lesene plošče dosledno uporabljal kot nosilni medij, tudi za zelo velika dela, vendar je uporabljal tudi platno, zlasti kadar je bilo treba delo poslati na daljavo. Za oltarne slike je včasih slikal na skrilavec, da bi zmanjšal težave z odsevom.

## Življenjepis
Peter Paul Rubens se je rodil 29. junija 1577 v Siegnu v Vestfaliji, flamskim staršem Janu Rubensu in Marii Pypelincks. Njegov oče, kalvinist in mati sta pobegnila iz Antwerpna v Köln leta 1568, ko so začeli preganjati protestante v času španske vladavine na Nizozemskem. Vrnili se niso do očetove smrti leta 1587. Leta 1589, dve leti po očetovi smrti, se je Rubens preselil z materjo v Antwerpen, kjer je odraščal kot katolik. Vera je pomembno vplivala na njegova dela in Rubens je kasneje postal eden vodilnih glasov katoliške protireformacije. V Antwerpnu je Rubens dobil humanistično izobrazbo, študiral je latinsko in klasično literaturo. Pri štirinajstih letih je začel svoje umetniško vajeništvo pri Tobiasu Verhaeghtu. Pozneje je študiral pri dveh vodilnih mestnih slikarjih tistega časa, pozno manierističnih umetnikih Adamu van Noortu in Ottu van Veenu. Rubens je končal šolanje leta 1598 in se vpisal v ceh sv. Luke kot samostojni mojster.

### Italija (1600–1608)
Leta 1600 je Rubens odpotoval v Italijo. Najprej se je ustavil v Benetkah , kjer je videl slike Tiziana, Veroneseja in Tintoretta, preden se je naselil v Mantovi na dvoru vojvode Vincenza I. Gonzage. Barve in kompozicije Veroneseja in Tintoretta so takoj vplivale na Rubensovo slikarstvo, na njegov poznejši zreli slog pa je Tizian močno vplival. S finančno podporo vojvode je Rubens leta 1601 odpotoval v Rim preko Firenc. Tam je študiral klasično grško in rimsko umetnost ter kopiral dela italijanskih mojstrov. Helenistična skulptura Laokoontova skupina  je nanj še posebej vplivala, prav tako umetnost Michelangela, Rafaela in Leonarda da Vincija. Nanj so vplivale tudi nedavne, zelo naturalistične slike Caravaggia.
Rubens je kasneje naredil kopijo Caravaggiovega Polaganje v grob in priporočil svojemu mecenu, vojvodi Mantove, da kupi Smrt Marije (Louvre). Po vrnitvi v Antwerpen je sodeloval pri nakupu slike Roženvenska Mati Božja (Umetnostnozgodovinski muzej, Dunaj) za cerkev sv. Pavla v Antwerpnu. Med prvim bivanjem v Rimu je Rubens zaključil svojo prvo oltarno naročilo, Sv. Helena s pravim križem za rimsko cerkev Santa Croce v Gerusalemmeju.
Rubens je leta 1603 v diplomatsko misijo odpotoval v Španijo in na dvoru Filipa III. dostavljal Gonzagova darila. Tam je preučeval obsežne zbirke Rafaela in Tiziana, ki jih je zbral Filip II. Med svojim bivanjem (Prado, Madrid) je naslikal tudi konjeniški portret vojvoda Lerme, ki dokazuje vpliv del, kot je Tizianov Karel V. v Mühlbergu (1548; Prado, Madrid). To potovanje je zaznamovalo prvo izmed mnogih v njegovi karieri, ki so združevala umetnost in diplomacijo.
Leta 1604 se je vrnil v Italijo, kjer je ostal naslednja štiri leta, najprej v Mantovi, nato pa v Genovi in Rimu. Rubens je v Genovi naslikal številne portrete, kot sta Markiza Brigida Spinola-Doria (Nacionalna umetniška galerija, Washington, DC) in portret Marije di Antonio Serra Pallavicini, v slogu, ki je vplival na poznejše slike Anthonisa van Dycka, Joshua Reynoldsa in Thomasa Gainsborougha.
Ilustriral je knjige, ki so izšle leta 1622 kot Palazzi di Genova. Med letoma 1606 in 1608 je bil večinoma v Rimu, ko je ob pomoči kardinala Jacopa Serre (brata Marije Pallavicini) dobil do tedaj svojo najpomembnejše naročilo za glavni oltar najsodobnejše nove cerkve v mestu Santa Maria leta Vallicella, znana tudi kot Chiesa Nuova.
Tema naj bi bila sveti Gregor in pomembni lokalni svetniki, ki častijo ikono Device in otroka. Prvo različico, eno samo platno (zdaj v Musée des Beaux-Arts, Grenoble), je takoj zamenjala druga različica na treh ploščah iz skrilavca, ki omogoča razkritje dejanske čudežne svete podobe "Santa Maria in Vallicella, z odstranljivo bakreno prevleko, ki jo je umetnik tudi naslikal in jo odgrnejo za pomembne praznike.
Izkušnje Rubensa v Italiji so še naprej vplivale na njegovo delo. Veliko svojih pisem in dopisov je še naprej pisal v italijanščini, podpisal se je z imenom "Pietro Paolo Rubens" in hrepeneče govoril o vrnitvi na polotok - upanju, ki se ni nikoli uresničilo.

### Antwerpen (1609–1621)
Ko je leta 1608 slišal za materino bolezen, je Rubens načrtoval odhod iz Italije v Antwerpen. Vendar je umrla, preden je prišel domov. Njegova vrnitev je sovpadla z obdobjem ponovne blaginje v mestu s podpisom Antwerpenske pogodbe aprila 1609, ki je sprožila dvanajstletno premirje. Septembra 1609 sta Rubensa za dvornega slikarja imenovala Albert VII. avstrijski nadvojvoda in infanta Isabella Clara Eugenia Španska, suverena Nizozemskih dežel
Prejel je posebno dovoljenje, da namesto na njihovem dvoru v Bruslju svoj studio postavi v Antwerpnu in dela tudi za druge stranke. Nadvojvodinji Isabelli je ostal blizu vse do njene smrti leta 1633 in ni bil poklican le kot slikar, ampak tudi kot veleposlanik in diplomat. Rubens je svoje vezi z mestom še utrjeval, ko se je 3. oktobra 1609 poročil z Isabello Brant, hčerko vodilnega državljana Antwerpna in humanista Jana Branta.
Leta 1610 se je Rubens preselil v novo hišo in studio, ki ga je zasnoval. Zdaj se je muzej Rubenshuis, vila zgrajena pod italijanskim vplivom v središču Antwerpna, spremenila njegovo delavnico, kjer je skupaj z njegovimi vajenci naredil večino slik, ter njegovo osebno umetniško zbirko in knjižnico, ki sta bili med najobsežnejšimi v Antwerpnu. V tem času je zgradil studio s številnimi študenti in asistenti. Njegov najbolj znan učenec je bil mladi Anthonis van Dyck, ki je kmalu postal vodilni flamski portretist in je pogosto sodeloval z Rubensom. Pogosto je sodeloval s številnimi strokovnjaki v mestu, vključno s slikarjem živali Fransom Snydersom, ki je orla prispeval k sliki Vklenjeni Prometej (ok. 1611–12, dokončal do 1618), in njegovim dobrim prijateljem, strokovnjakom za slikanje cvetlic Janom Brueghlom starejšim.
Še eno hišo je zgradil Rubens severno od Antwerpna v polderju Doel, "Hooghuis" (1613/1643), morda kot naložbo. "Visoka hiša" je bila zgrajena ob vaški cerkvi.
Oltarni deli, kot sta Dviganje križa (1610) in Snemanje s križa (1611–1614) za stolnico Naše Gospe, sta bili še posebej pomembni pri določanju Rubensa kot vodilnega flandrijskega slikarja kmalu po vrnitvi. Dviganje križa na primer prikazuje umetnikovo sintezo Tintorettovega Tintorettovo Križanje za Scuola Grande di San Rocco v Benetkah, Michelangelove dinamične figure in Rubensov osebni slog. Ta slika je bila izjemen primer baročne verske umetnosti.
Rubens je za izdelavo tiskov in naslovnic knjig, zlasti za svojega prijatelja Balthasarja Moretusa, lastnika velike založbe Plantin-Moretus, v tem delu svoje kariere razširil svojo slavo po Evropi. Leta 1618 se je Rubens lotil grafičnega podjetja, ko je zahteval nenavaden trojni privilegij (zgodnja oblika avtorskih pravic), da bi zaščitil svoje modele v Franciji, na Južnem Nizozemskem in v Združenih provincah. Lucasa Vorstermana je angažiral za graviranje številnih njegovih pomembnih verskih in mitoloških slik, katerim je Rubens dodal osebne in poklicne predanosti pomembnim posameznikom na južnem Nizozemskem, v Združenih provincah, Angliji, Franciji in Španiji. [20] Z izjemo nekaj jedkanic je Rubens grafiko prepustil strokovnjakom, med katerimi so bili Lucas Vorsterman, Paulus Pontius in Willem Panneels.   Zaposlil je številne graverje, ki jih je izšolal Christoffel Jegher, ki ga je skrbno šolal v bolj živahnem slogu, kot si je želel. Rubens je oblikoval tudi zadnje pomembnejše lesoreze pred oživitvijo tehnike v 19. stoletju.

### Cikel Marije Medičejskein diplomatske misije (1621–1630)
Leta 1621 je francoska kraljica mati Marija Medičejska naročila Rubensu, da za Luksemburško palačo v Parizu naslika dva velika alegorična cikla, ki častita njeno življenje in življenje njenega pokojnega moža Henrika IV. Cikel Marije Medičejske (zdaj v Louvru) je bil nameščen leta 1625 in čeprav je začel delati na drugi seriji, ni bil nikoli dokončan.  Marija je iz Francije leta 1630 izgnal njen sin Ludvik XIII. Francoski in umrla leta 1642 v isti hiši v Kölnu, kjer je Rubens živel kot otrok.
Po koncu dvanajstletnega premirja leta 1621 so španski habsburški vladarji Rubensu zaupali številna diplomatska predstavništva. Medtem ko je leta 1622 v Parizu razpravljal o ciklusu Marije Medičejske, se je Rubens ukvarjal s tajnimi dejavnostmi zbiranja informacij, kar je bila takrat pomembna naloga diplomatov. Za informacije o političnem dogajanju v Franciji se je zanašal na svoje prijateljstvo z Nicolas-Claudeom Fabrijem de Peirescem. Med letoma 1627 in 1630 je bila Rubensova diplomatska kariera še posebej aktivna in se je premikal med španskim in angleškim dvorom, da bi vzpostavil mir med špansko Nizozemsko in Združenimi provincami. Večkrat je potoval tudi na severno Nizozemsko kot umetnik in diplomat.
Na dvorih je včasih naletel na stališče, da dvorjani ne bi smeli uporabljati rok v nobeni umetnosti ali trgovini, vendar so ga mnogi sprejeli tudi kot gospoda. Filip IV. Španski je Rubensa vzdignil v plemiča leta 1624, Karel I. Angleški pa leta 1630. Rubens je leta 1629 prejel častni magisterij na univerzi v Cambridgeu.
Rubens je bil v Madridu osem mesecev v letih 1628–1629. Poleg diplomatskih pogajanj je izdelal več pomembnih del za Filipa IV. in zasebne pokrovitelje. Začel je tudi novo preučevanje Tizianovih slik, kopiral je številna dela, med drugim madridski Padec človeka (1628–29). Med tem bivanjem se je spoprijateljil s dvornim slikarjem Diegom Velázquezom in oba sta nameravala naslednje leto skupaj odpotovati v Italijo. Rubens pa se je vrnil v Antwerpen in Velázquez je potoval brez njega.
Njegovo bivanje v Antwerpnu je bilo kratko in kmalu je odpotoval v London, kjer je ostal do aprila 1630. Pomembno delo iz tega obdobja je Alegorija miru in vojne (1629; Narodna galerija, London). Ponazarja umetnikovo živahno skrb za mir in je bila podarjena Karlu I.
Medtem ko je Rubensov mednarodni ugled pri zbiralcih in plemstvu v tujini v tem desetletju še naprej naraščal, so on in njegova delavnica še naprej risali monumentalne slike za lokalne pokrovitelje v Antwerpnu. Izrazit primer je Vnebovzetje Device Marije (1625–6) za stolnico v Antwerpnu.

### Zadnje desetletje (1630–1640)
Zadnje desetletje je Rubens preživel v Antwerpnu in okolici. Glavna dela za tuje pokrovitelje so ga še vedno zavzela, na primer stropne slike za banketno hišo Iniga Jonesa v palači Whitehall, raziskoval pa je tudi več osebnih umetniških smernic.
Leta 1630, štiri leta po smrti svoje prve žene Isabelle, se je 53-letni slikar poročil z nečakinjo svoje prve žene, 16-letno Hélène Fourment. Hélène je navdihovala razkošne figure v številnih njegovih slikah iz 1630-ih, med njimi  Venerina zabava (Kunsthistorisches Museum, Dunaj),   Tri gracije in Parisova sodba (Prado, Madrid). Na zadnji sliki, ki je bila narejena za španski dvor, so mlado ženo umetnika gledalci prepoznali v podobi Venere. Na svojem intimnem portretu, Hélène Fourment v krznenem ogrinjalu, znanem tudi kot Het Pelsken, je Rubensova žena celo delno oblikovana po klasičnih skulpturah Venere Pudica, podobno kot Medičejska Venera.
Leta 1635 je Rubens kupil posestvo zunaj Antwerpna, Steen, kjer je preživel večino svojega časa. Krajina, kot sta Jesenska krajina s pogledom na Het Steen v zgodnjem jutru (Narodna galerija, London) in   Kmetje se vračajo s polj (Galerija Pitti, Firence), odražajo bolj osebno naravo mnogih njegovih poznejših del. Za navdih se je oprl tudi na nizozemsko tradicijo Pietera Bruegla starejšega v poznejših delih, kot je   Flamski Kermis (ok. 1630; Louvre, Pariz).

### Smrt
Rubens je 30. maja 1640 umrl zaradi srčnega popuščanja in kroničnega protina. Pokopan je bil v cerkvi sv. Jakoba v Antwerpnu. V cerkvi je bila zgrajena nagrobna kapela za umetnika in njegovo družino. Kapela se je začela graditi leta 1642 in je bila končana leta 1650, ko je Cornelis van Mildert (sin Rubensovega prijatelja, kiparja Johannesa van Milderta) dal oltarni kamen. Kapela je marmornat oltarni portik z dvema stebroma, ki uokvirjata oltarni del Device in otroka s svetniki, ki jih je naslikal sam Rubens. Slika izraža osnovna načela protireformacije skozi figure Device in svetnikov. V zgornji niši retabla je marmornat kip, ki upodablja Devico kot Mater Doloroso, katere srce prebode meč, ki ga je verjetno izklesal Lucas Faydherbe, Rubensov učenec. Posmrtni ostanki druge Rubensove žene Helene Fourment in dveh njenih otrok (od katerih je eden očetov Rubens) so kasneje prav tako pokopali v kapeli. V naslednjih stoletjih je bilo v kapeli pokopanih približno 80 potomcev družine Rubens.
Na zahtevo kanonika van Parijsa so na tleh kapele izklesali Rubensov epitaf, ki ga je v latinščini napisal njegov prijatelj Gaspar Gevartius. V izročilu renesanse Rubensa v epitafu primerjajo z Apelom, najslavnejšim slikarjem grške antike.

## Delo
Rubens je zapustil okoli 1500 slik. Veliko so jih pomagali ustvariti študentje in soizvajalci. Ustvaril je številne dramatične in svetopisemske slike: Poklon Treh kraljev (1609-1610), Snemanje s križa (1611-1614), Križanje svetega Petra, Samson in Dalila, Salomonova sodba,..., mnogo slik predstavlja antične like in bogove (Ugrabitev Levkipovih hčera, Bitka Amazonk, Jupiter in Calisto, Neptun in Amfitrita, ...). Rad je risal življenje in otroke pa tudi živali (Lov na leve, Lov na divjega merjasca,...). Krajine na Rubensovih slikah so tako domišljijske kot prave. Veliko je narisal portretov, tudi lastnih, svoje žene in otrok.
Slike lahko razdelimo v tri skupine: tiste, ki jih je slikal sam, tiste ki jih je naslikal samo del (predvsem roke in obraze) in tiste, ki jih je le nadzoroval. Kot je bilo v navadi v tistem času, je imel veliko slikarsko delavnico z mnogimi vajenci in študenti pa tudi podizvajalci, strokovnjaki za posamezna področja.
Sprva so nanj vplivali romanisti. Rubens je združil flamsko tradicijo in vplive italijanskega obdobja, kjer se je srečal z antičnimi spomeniki, slikarstvom visoke renesanse in rimskim zgodnjim barokom. Nekaj let svojega življenja je prebil v Italiji, predvsem v Mantovi in Rimu. Njegov vpliv v evropskem slikarstvu je bil izredno velik. Ugleden položaj mu je prinesel tudi obilico naročil, tako da jim je lahko bil kos samo ob pomoči velike delavnice. Znani učenci in pomočniki so ustvarjali po njegovih osnutkih. Rubens je bil dolga leta tudi v diplomatski službi španske krone.
Bil je izvrsten predvsem kot portretist in slikar nabožnih motivov. V zadnjem obdobju svojega življenja naj bi postal tudi dober krajinar, celo tako, da je bil vzor celo Claudu Lorrainu (Gelleeju) in Angležema Johnu Constablu in Williamu Turnerju. Rubens je sam priznal, da so mu na začetku kariere krajinske motive na njegovih slikah naslikali drugi slikarji, bolj vešči te umetnosti kot on. Zato so odlične Rubensove krajine pred letom 1635, predvsem v okolici njegovega gradiča Steen pri Malinesu, precej presenetljive, če ne že kar malce sumljive. Eden njegovih najslavnejših učencev je bil Anthonis van Dyck, ki je tako kot Rubens, nekaj časa deloval tudi v Angliji.
Rubens je zgodaj spoznal možnosti razmnoževanja in širjenje svojih del s pomočjo graviranja v baker (bakrorez). Usposobil je nekaj odličnih graverjev (Vorsterman, Schelte a Bolswert, Pontius in drugi). Rubens je sodelovl s tiskarji ali založniki, saj je delal ilustracije za knjige.
Njegova dela so tudi v muzejih: Siegerlandmuseum, Siegen; Museo del Prado, Madrid; Stara pinakoteka, München; Kunsthistorisches Museum, Dunaj; Ermitaž v Sankt Petersburgu; Kraljevi muzeji lepih umetnosti Belgije, Bruselj; Muzej gradu Wilhelmshöhe, Kassel.